# Fokwe
Fokwe est l’un des villages de la municipalité d’Alou, située dans le département de Lebialem, dans la Région du Sud-Ouest du Cameroun. Cette localité située est à l'est de Mbe, au nord-ouest de Njong et au nord-est de Papa. Le village porte le nom d'une colline  de 1 839 mètres d'altitude.  

### Cartes et Images satellite
- Mapcarta[3].
- Satellites.pro ; .